# Cethosia nietneri
Cethosia nietneri es una especie de lepidóptero de la familia Nymphalidae. Es originaria del sur de Asia en Ceylan.

## Galería

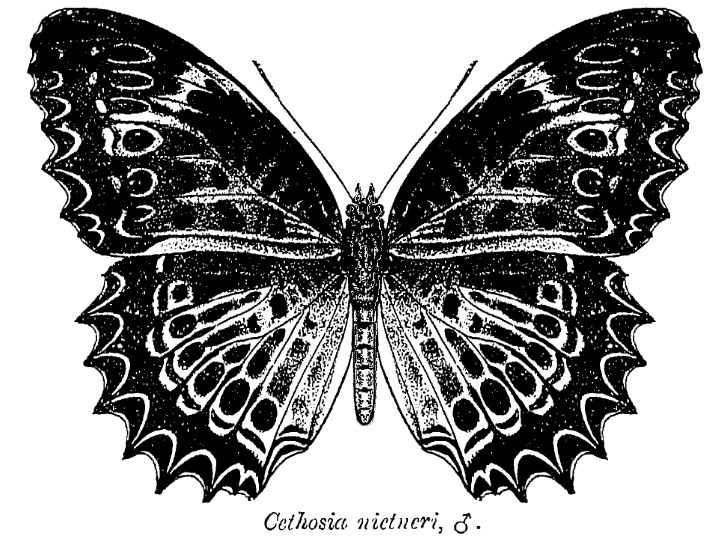
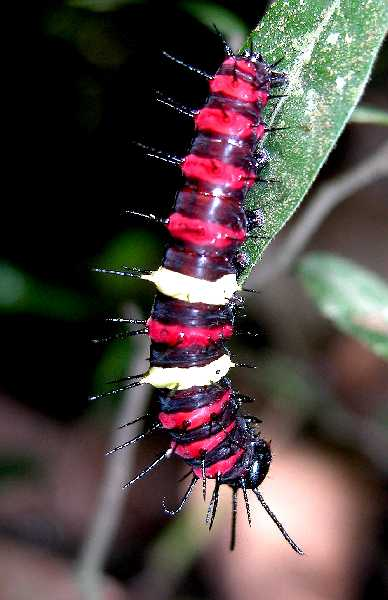
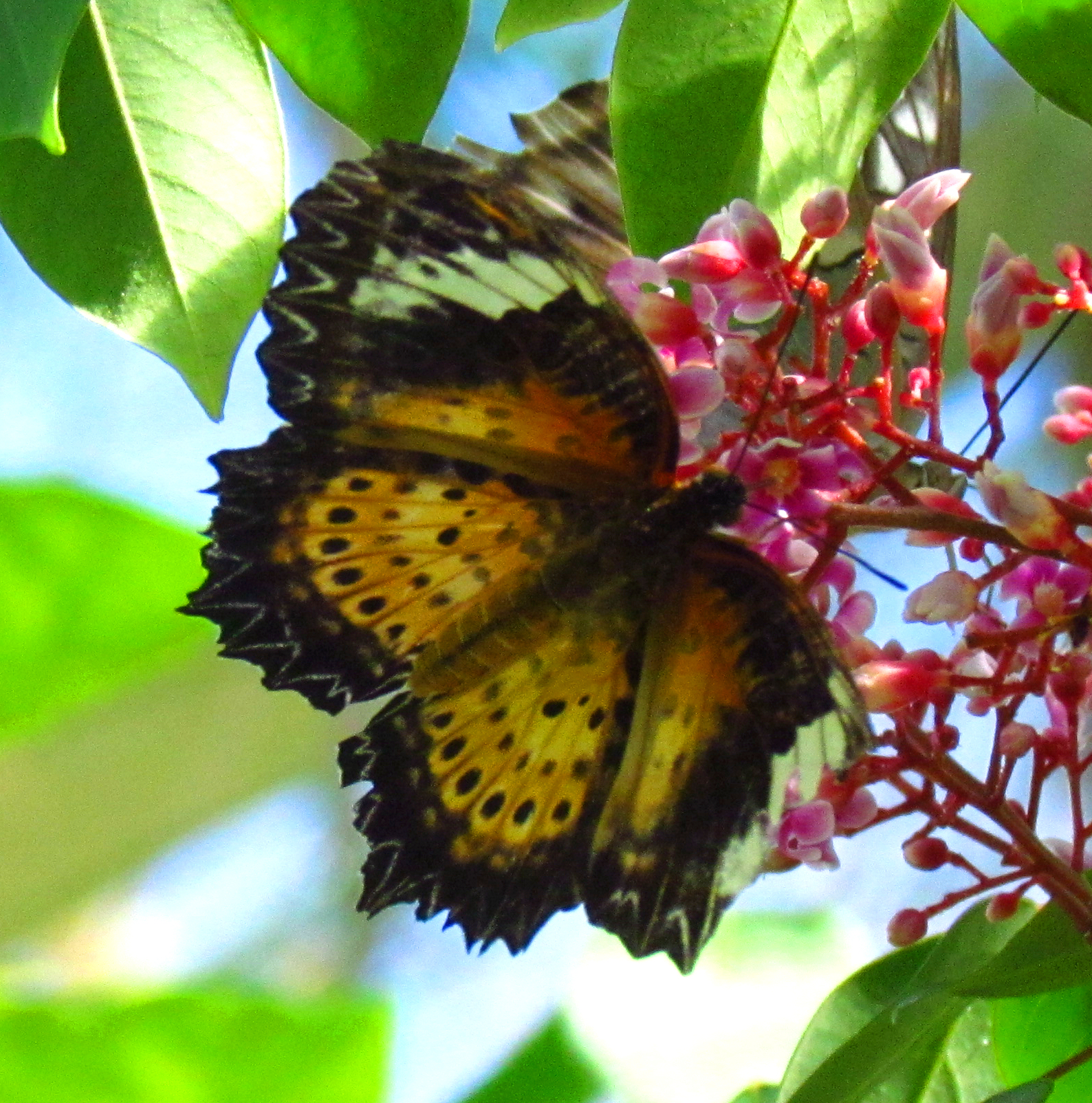